# 우수선박건조조성시설

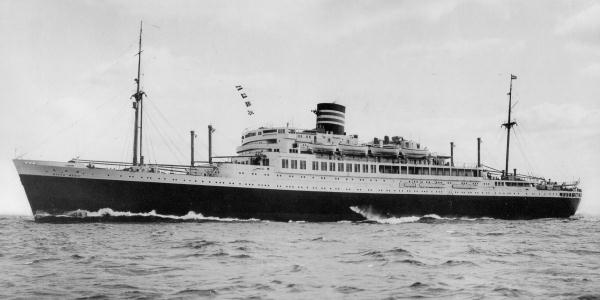
우수선박건조조성시설자금을 교부받아 건조된 화객선 닛타마루. 대미개전 후 항공모함 추요로 개장되었다.

우수선박건조조성시설(일본어: 優秀船舶建造助成施設)이란, 일본정부가 1937년(쇼와 12년)부터 실시한 고성능상선의 건조비용에 대해 보조금을 교부하는 조선진흥정책이었다. 국제정세의 악화에 대비하여 유사시에 징용에 적합한 고성능 상선단의 증강을 도모하는 군사적 목적이 중시되었다. 조성금 지원 대상의 선박들은 예정대로 태평양전쟁에서 특설함선으로 전력화되었다. 본 항목에서는 1938년(쇼와 13년)에 파생되어 실시된 대형우수선건조조성시설에 대해서도 기술하고 있다.

## 정책결정 배경
쇼와공황의 대책으로서 1932년(쇼와 7년)부터 1936년(쇼와 11년)까지 실시된 조선 진흥 정책인 선박개선조성시설(구형 상선에 대한 대대적 폐선처분과 함께 이를 대체하기 위한 신선박의 대량 건조)은 조선 수요의 환기와 잉여 선박 수량의 조절, 구식 상선 교체에 큰 성과를 거뒀다. 이에, 쇼와공황에서 벗어난 이후에도 해운・조선업계에서는 선박개선조성시설을 계속 실시해 주기를 희망했다. 한편, 일본을 둘러싼 국제 정세의 악화로 인해 군부에서도 유사시에 대비한 상선의 질적・양적 증강을 요구하고 있었다. 특히 일본해군은 워싱턴 해군 군축 조약을 1936년 말에 탈퇴한 것을 바탕으로 함대의 확장을 추진하고 있었으며 항공모함과 특설 순양함 후보가 되는 대형 여객선과 보급선과 급유함 후보가 되는 유조선의 정비를 요구하고 있었다. 국제적으로도, 구미 각국에서 대규모의 자국 상선 보호 정책이 시행되고 있었다. 당시 영국, 프랑스, 미국, 이탈리아에서 조선 자금 보조와 대출, 원양 항로에 대한 운항 경비 보조 등이 실시되고 있는 상황이었다. 이러한 상황에 따라 체신성은 잉여 선박 문제를 해결하고, 유사를 위한 양적인 증강이 필요하다는 것을 고려해 구식 선박 해체 조건을 포함하지 않는 국방 중시의 신 선박 건조지원 실시를 계획했다. 새로운 지원 방안인 우수선박건조조성시설은 운항경비를 보조하는 원양항해보조시설, 건조비용 등의 대출을 위한 선박금융시설, 선원 양성·선박 시험의 확충과 함께 국가해운정책으로 평가받았다. 이 예산안은 1936년 말, 히로타 내각에 의해 제국의회에 제출되었으며 다음해 3월 하야시 내각에 의해 통과되었다. 구체적인 실시 요강은 1937년 4월 1일의 체신성 고시에 의해 발표되었다(쇼와 12년 체신성 고시 제826호). 이는 각 선박회사가 체신성에 조성자금을 신청하는 형태로 지급받아 건조가 이루어졌다.

## 내용

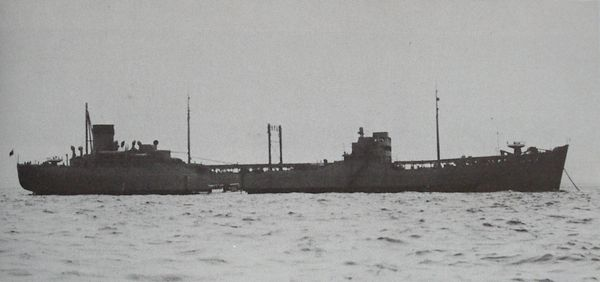
우수선박건조조성시설자금을 이용해 건조된 카와사키형 유조선 신고쿠마루. 이들 유조선들은 해군의 요구에 의해 군함에 대한 해상급유설비를 갖춘 채 건조되었다.

종래의 선박개선조성시설에서는 지원 대상이 원칙적으로 화물선인 데 반해 우수 선박 건조 지원 시설에서는 제1종(여객선)과 제2종(화물선·유조선)이 설정돼 대상 선종이 확대됐다. 건조 목표는 제1종 제2종 각 15만 총 t이었다. 예산은 제1종선 4469만엔, 제2종선 600만엔이 배당되었다.
기본적인 지원금교부요건은 다음과 같았다.
- 제1종, 제 2종 선박 모두 6000 총 t 이상이며, 속력 19노트 이상일 것.
- 선적은 일본내지/조선/대만/관동주 중 하나여야 함.
- 내지의 조선소에서, 국산(일본산)의 자재, 기관, 의장품을 사용하여 건조할 것.
- 설계시 수조에서 선체와 스크류 모형시험을 실시할 것.
- 외국인선원이 승무하지 않을 것.

지원금은 제 1종선박의 경우, 속력에 따라 계산되어 지급되었으며 제 2종은 t 당 40엔을 지급하였다.
위 조항에 따르면, 선박개선조성시설의 요건(4000 총 t 이상, 13.5 노트 이상)에 비해 훨씬 대형에 고속인 선박을 요구하고 있는 것이었기 때문에 상선의 경제성을 해치는 것이었다. 또한 선박의 세부설계에도 군에 징발되었을 시를 상정한 요구가 다수 포함되어 있었다. 예를 들자면 항공모함으로 개장하기로 예정되었던 닛타마루급 화객선(新田丸)의 경우에는 항공기용 엘리베이터와 연료탱크를 설치할 위치가 미리 준비되어 있었다. 화물선은 군대 수송선으로 징용을 상정하고 병사들의 거주 구역이 되는 화물창에도 다수의 현창을 마련해 자위용 화포나 상륙용 주정 등의 탑재도 고려했다. 또한 유조선의 경우에는 군함을 위해 해상 급유 시설을 미리 구비해두게 하였다. 이렇게 건조할 선박의 수량을 미리 선사별로 할당해 두었는데, 제 1종 우수선의 경우 니혼유센(일본우선, 日本郵船)이 7척(다만 니혼유센은 연안 우편선박 1척에도 우수선박 지원금을 배당받음), 오사카상선이 5척을 지정받았으며 제 2종 우수선의 경우 서로 다른 선박회사들에 1척 이상씩 건조하도록 지정하였다. 이러한 고성능선박의 건조가 가능한 조선소는 한정되어 있었기 때문에 미쓰비시 중공업, 가와사키중공업, 미쓰이조선(당시 타마조선소)의 일부 대형조선소로 선박건조량이 몰리게 되는 현상을 낳았다.
원래는 제1종선 12척· 제2종선 16척이 계획됐지만 미일 관계가 계속 악화됨에 따라서 계획이 중지되어 준공한 것은 제1종선 11척· 제2종선 15척(화물선 7척, 유조선 8척)이었다. 이들 중에서는 카스가마루(닛타마루급 화객선, 春日丸)와 같이 준공 전에 해군에 의해 매수되어 항공모함으로 완성된 경우가 있으며 호고쿠 마루(오사카상선 소속 남아프리카 노선용 화객선, 護国丸)와 같이 특설순양함의 의장으로 준공한 경우도 있다.

## 대형우수선건조조성시설
대형우수선건조조성시설은 우수 선박 건조 지원 시설에 이어 승인된 조선 진흥 정책으로 훨씬 대형 고속화한 호화 여객선을 대상으로 한 것이다. 당초는 같은 1937년도 예산으로 착수를 계획하고 원안에서는 2만 6천 총 t이상 24노트의 여객선 2척의 건조 비용(1척 2400만엔)의 8할을 보조하는 내용이었지만 예산 부족으로 1938년도로 미루어졌다. 지원 액수도 건조 비용의 60%정도로 감액되었다. 또한 계획 단계에서 유사 시 3개월 이내에 군함으로 개조한다는 조건이 명확히 정해져 있었다. 이는 실질적로는 항모 개조 대상이었던 니혼유센의 샌프란시스코 항로용 카시와라마루급 여객선 "카시와라마루(橿原丸)"와 "이즈모마루(出雲丸)"의 2척의 건조를 전제로 한 것이다. 이 여객선 건조의 명분은 1940년(쇼와 15년)에 도쿄에서 열릴 예정이었던 제12회 올림픽 대회의 외국인 관광객 유치였다. 니혼유센은 건조비 조성 비율이 원안에서 깎인 데다 운항 경비도 채산성이 없다고 판단하여 건조를 주저했지만 정부에 따른 손실 보전의 내약을 받고 부득이 건조하였다. 이는 표면상으로는 일본 정부의 “요청”형태이지만 실제로는 해군성의 “명령”이기 때문에 니혼유센은 건조를 주저하더라도 거부할 수는 없었다. 2척 모두 1939년(쇼와 14년)에 기공되어 건조 중, 1940년 10월 해군에 의해 매수 징발되어 히요형 항공모함으로 준공, 취역하였다.

## 참고 문헌
- 岩重多四郎 (2011). 《戦時輸送船ビジュアルガイド―日の丸船隊ギャラリー2》. 大日本絵画. ISBN 978-4-499-23041-4. 다음 글자 무시됨: ‘和書’ (도움말)
- 日本造船学会 (1977). 《昭和造船史》. 明治百年史叢書 第1巻. 原書房. 다음 글자 무시됨: ‘和書’ (도움말)
- 米田冨士雄（著）; 西村勝巳（編） (1978). 《現代日本海運史観》. 海運産業研究所. 다음 글자 무시됨: ‘和書’ (도움말);